# Себастіян Ірад'єр
Себастіян де Ірад'єр Салаверрі (баск. Sebastian Iradier Salaberri, Sebastian Yradier) (20 січня 1809, Лансьєго — 6 грудня 1865, Куадрілья-де-Віторія, також використовується орфографічні імена Yradier) — баскський композитор популярної музики. Відомий насамперед як творець хабанер. Його знаменита пісня такого роду є La Paloma складена бл. 1861 року після візиту на Кубу. Інша хабанера Iradiera, Il Arreglito, стала знаною, коли її використав Бізе для своєї опери Кармен зі словами «Любов — то птаха бунтівна». Бізе вважав, що то народна пісня.

## Біографія

### Ранні роки
Він вчився грати на фортепіано і органі в Віторії, а у віці дев'яти років почав співати у місцевому хорі церкви Санта-Марія (ісп. Colegiata de Santa María de Vitoria). У шістнадцять років, у період з квітня 1825 року по червень 1827 року, був органістом у церкві Святого Михаїла Архангела (ісп. San Miguel Arcángel de Vitoria), а з 5 червня 1827 року в церкві Сан-Хуан (ісп. San Juan Bautista de Salvatierra) у Аґурайні. У 1833 році переїхав до Мадриду.

### Зрілі роки
Між 1839 і 1850 роками був учителем сольфеджіо в Мадридській Королівській консерваторії, а також давав приватні уроки співу.

### Особисте життя
У 1829 році він одружився з Бріхідою Ітурбуру (ісп. Brígida de Iturburu), яка пізніше народить від нього сина Пабло. Наприкінці 40-х років уклав повторний шлюб у Мадриді, від якого у нього народилася дочка.

## Творчість
Ірадьер відомий в першу чергу своїми хабанерами. Особливу популярність мала його хабанера під назвою «Голубка» (ісп. La Paloma), яку він написав після свого візиту на Кубу. «La Paloma» присутня в усіх жанрах музики — опера, поп, джаз, рок, фолк, самба; звучить у виконанні військових оркестрів, наприклад, Республіканської гвардії Франції чи поліції Мехіко; її текст перекладений багатьма мовами світу.
Також велику популярність має інший його твір — El Arreglito, який було використано Жоржем Бізе в арії L'amour est un oiseau rebelle до його опери Кармен.